# Докетизъм
Докетизмът (от старогръцки: δοκεῖν, „изглежда“) е направление в ранното християнство, което не приема Въплъщението на Иисус Христос и смята телесната му форма за изцяло привидна. Тази доктрина се споменава за пръв път в писмо от началото на III век на Серапион Антиохийски, който я открива в апокрифното Евангелие от Петър. Докетизмът е осъден като ерес от Православната църква по време на Първия Вселенски събор в Никея през 325 година.